# أليزيه بوليسيك
أليزيه بوليسيك (مواليد 26 يونيو 1987) عارضة أزياء وحاملة لقب ملكة جمال بلجيكية بعد تتويجها بلقب ملكة جمال بلجيكا 2008 خلال أمسية في لوتو أرينا في أنتويرب في 15 ديسمبر 2007، بالرغم من الانتقادات كثيرة من قبل الصحافة الفلمنكية لعدم معرفتها اللغة الهولندية، وهي تعتبر سادسة عشرة متسابقة ناطقة بالفرنسية (في 40 نسخة سابقة) التي يتم انتخابها ملكة جمال بلجيكا، ومثلت بلادها في مسابقة ملكة جمال الكون 2008 في نها ترانج، فيتنام. لكنها لم تحتل أي مركز متقدم، في نفس العام، شاركت أيضًا في مسابقة ملكة جمال العالم 2008 في جوهانسبرغ، لكن حتى في هذه الحالة فشلت في احراز أي ترتيب، عادت ملكة جمال بلجيكا السابقة، لإثارة الجدل مع ظهورها في جلسة تصوير بشكل خاص في مجموعة ملابس شفافة شبه عارية خلال عرض أزياء لعلامة الملابس الداخلية «لا بيرلا» في قاعة كانتري في لييج في أوائل عام 2009.

## سيرتها
يمكنها التحدث بالفرنسية والإنجليزية والتشيكية. في وقت حكمها بصفتها ملكة جمال بلجيكا، لم تكن تستطيع التحدث باللغة الهولندية (على الرغم من أنها تلقت دروسًا باللغة الهولندية في المدرسة، وفقًا لبوليك «ذات جودة منخفضة سخيفة») ؛ مما أدى إلى جدل في فلاندرز.

## روابط خارجية
- أليزيه بوليسيك على موقع دليل عارضات الأزياء (الإنجليزية)
- ملكة جمال بلجيكا 2008

| سبقه أنيلين كوريفيتس | ملكة جمال بلجيكا 2008 | تبعه زينب سيفر |